# ヤミレ・アルダマ
ヤミレ・アルダマ・ポゾ（جميلة الداما、Yamilé Aldama Pozo、1972年8月14日 - ）は、女子陸上競技選手。三段跳を専門とし、2012年以降イギリス代表（コモンウェルスゲームズではイングランド）として活動するが、以前はキューバ代表およびスーダン代表を務めた。

## 経歴

### キューバ時代
アルダマはキューバ・ハバナに生まれ、当初生誕国のキューバを代表して競技をしてきた。小学校時代の12歳で陸上競技を始めた頃は走高跳と七種競技に出場していたが、1994年から三段跳に挑戦し2年後の1996年アトランタオリンピックには三段跳でキューバ代表に選ばれた。結局負傷によりオリンピックに出場することは叶わなかったが、翌1997年に出場した世界室内選手権では6位に入賞した。キューバ代表として世界レベルの大会でメダルを獲得したのは、2年後の1999年にスペインのセビリアで開かれた世界選手権で獲得した銀メダルが唯一である。翌年のシドニーオリンピックでは4位に入賞した。

### イギリスへの転居からスーダン代表へ
2001年、アルダマはスコットランド人のテレビプロデューサーアンドリュー・ドッズ（Andrew Dodds）と結婚し、イギリスへ引っ越した。結婚に続き、アルダマはイギリスの市民権の申請を行った。しかしその直後、夫が4000万ポンド相当のヘロインの闇取引により15年の刑を言い渡された。アルダマ自身はこの取引に関与しておらず、夫とともにイギリスにとどまることを決意した。結婚以前にアルダマはイギリスへの居住経験がなかったので、イギリスのパスポートを取得するためには最低3年間イギリスに住む必要があった。アルダマは2004年アテネオリンピックにイギリス代表として出場する決意を表明し、デビッド・ムーアクロフトが支持した。このため、2003年の世界選手権には出場しなかった。
ところが2004年になって、イギリスのパスポート発給機関はアルダマのパスポート発行を拒否した。アルダマが2001年11月にイギリスへ移ったことから、オリンピック終了後の2004年11月まではパスポートの発行対象とならないと判断したのである。そこでアルダマはオリンピックに出場するために新しい国を探し始め、スペイン・イタリア・チェコからの申し出を受けた後、スーダンを選択した。
2004年1月23日にスーダンの市民権を取得した後、スーダン代表としてオリンピックに出場、5位に入賞した。同年中に15m28をマークして三段跳のスーダン記録を塗り替えた。2005年の世界選手権では4位、2007年と2009年の世界選手権は予選落ち、北京オリンピックも記録なしで予選落ちした。

### イギリス代表時代
イギリスに移住してほぼ10年が経過し、2010年2月5日にようやくイギリスの市民権を得た。1年後の世界選手権には晴れてイギリス代表として出場し、5位に入賞した。
2012年3月9日、39歳の時にアルダマはトルコ・イスタンブールで開かれた世界室内選手権に出場、優勝した。これは歴代2位の年長記録である。40歳になる5か月前に、アルダマはマスターズW35の記録を2度更新した。
2012年10月にイギリス陸上競技ライター協会賞（British Athletics Writers' Association awards）のインスピレーション賞を受賞した。また、イギリス年間最優秀陸上競技選手（British Athlete of the Year）の投票でジェシカ・エニス、クリスティーン・オールグーに次ぐ3番となった。
2013年1月、アルダマは2014年コモンウェルスゲームズのスコットランド代表を目指すことを決めた。もしこれが実現すれば、史上初の4か国の代表を経験する選手となるはずだった。だが、最終的にはイングランド代表での出場となった。

## 主な成績
| 年           | 大会                           | 開催地                         | 順位          | 種目         | 記録                |
| キューバ代表 | キューバ代表                   | キューバ代表                   | キューバ代表  | キューバ代表 | キューバ代表        |
| ------------ | ------------------------------ | ------------------------------ | ------------- | ------------ | ------------------- |
| 1988         | 中米カリブジュニア選手権       | バハマナッソー                 | 1位           | 走高跳       | 1m78                |
| 1988         | 中米カリブジュニア選手権       | バハマナッソー                 | 4位           | 走幅跳       | 5m48                |
| 1990         | 中米カリブジュニア選手権       | キューバハバナ                 | 3位           | 走高跳       | 1m70                |
| 1996         | イベロアメリカ選手権           | コロンビアメデジン             | 1位           | 三段跳       | 14m39 CR            |
| 1997         | 世界室内選手権                 | フランスパリ                   | 6位           | 三段跳       | 14m28               |
| 1997         | 中米カリブ選手権               | プエルトリコサンフアン         | 2位           | 三段跳       | 14m12 w             |
| 1997         | 世界選手権                     | ギリシャアテネ                 | 13位 （予選） | 三段跳       | 14m09 （0.0 m/s）   |
| 1998         | イベロアメリカ選手権           | ポルトガルリスボン             | 1位           | 三段跳       | 14m07               |
| 1998         | 中米カリブ競技大会             | ベネズエラマラカイボ           | 1位           | 三段跳       | 14m34               |
| 1998         | ワールドカップ                 | 南アフリカ共和国ヨハネスブルグ | 3位           | 三段跳       | 14m29 （0.6 m/s）   |
| 1999         | 世界室内選手権                 | 日本前橋                       | 7位           | 三段跳       | 14m47               |
| 1999         | 世界選手権                     | スペインセビリア               | 2位           | 三段跳       | 14m61 （-0.4 m/s）  |
| 1999         | パンアメリカン競技大会         | カナダウィニペグ               | 1位           | 三段跳       | 14m77 CR            |
| 2000         | オリンピック                   | オーストラリアシドニー         | 4位           | 三段跳       | 14m30 （-0.9 m/s）  |
| 2003         | ワールドアスレチックファイナル | モナコモンテカルロ             | 2位           | 三段跳       | 14m99 （0.2 m/s）   |
| スーダン代表 |                                |                                |               |              |                     |
| 2004         | 世界室内選手権                 | ハンガリーブダペスト           | 2位           | 三段跳       | 14m90               |
| 2004         | アフリカ選手権                 | コンゴ共和国ブラザビル         | 1位           | 三段跳       | 14m90               |
| 2004         | オリンピック                   | ギリシャアテネ                 | 5位           | 三段跳       | 14m99 （0.1 m/s）   |
| 2004         | ワールドアスレチックファイナル | モナコモンテカルロ             | 3位           | 三段跳       | 14m92 （0.2 m/s）   |
| 2005         | 世界選手権                     | フィンランドヘルシンキ         | 4位           | 三段跳       | 14m72 （0.8 m/s）   |
| 2005         | ワールドアスレチックファイナル | モナコモンテカルロ             | 6位           | 三段跳       | 14m26 （0.8 m/s）   |
| 2006         | 世界室内選手権                 | ロシアモスクワ                 | 3位           | 三段跳       | 14m86               |
| 2006         | アフリカ選手権                 | モーリシャスバンブース         | 1位           | 三段跳       | 14m71 w （2.6 m/s） |
| 2006         | ワールドアスレチックファイナル | ドイツシュトゥットガルト       | 3位           | 三段跳       | 14m67 （-0.1 m/s）  |
| 2006         | ワールドカップ                 | ギリシャアテネ                 | 3位           | 三段跳       | 14m78 （1.0 m/s）   |
| 2007         | アフリカ競技大会               | アルジェリアアルジェ           | 1位           | 三段跳       | 14m46               |
| 2007         | ワールドアスレチックファイナル | ドイツシュトゥットガルト       | 4位           | 三段跳       | 14m41 （0.3 m/s）   |
| 2007         | パンアラブ競技大会             | エジプトカイロ                 | 2位           | 走高跳       | 1m77                |
| 2007         | パンアラブ競技大会             | エジプトカイロ                 | 2位           | 走幅跳       | 6m05                |
| 2008         | 世界室内選手権                 | スペインバレンシア             | 5位           | 三段跳       | 14m47               |
| 2008         | アフリカ選手権                 | エチオピアアディスアベバ       | 2位           | 三段跳       | 14m36 SB            |
| 2009         | 世界選手権                     | ドイツベルリン                 | 13位（予選）  | 三段跳       | 14m11 （0.1 m/s）   |
| 2010         | 世界室内選手権                 | カタールドーハ                 | 19位（予選）  | 三段跳       | 12m41               |
| 英国代表     |                                |                                |               |              |                     |
| 2011         | 世界選手権                     | 韓国大邱                       | 5位           | 三段跳       | 14m50 （0.4 m/s）   |
| 2012         | 世界室内選手権                 | トルコイスタンブール           | 1位           | 三段跳       | 14m82               |
| 2012         | オリンピック                   | 英国ロンドン                   | 5位           | 三段跳       | 14m48 （-0.6 m/s）  |
| 2013         | ヨーロッパ室内選手権           | スウェーデンイェーテボリ       | 6位           | 三段跳       | 13m95               |
| 2013         | ヨーロッパチーム選手権         | イギリスゲーツヘッド           | 4位           | 三段跳       | 13m90               |